# Sveučilište Princeton
Sveučilište Princeton (engl. Princeton University, lat. Universitas Princetoniensis) privatno je znanstveno-istraživačko sveučilište iz istoimenog grada u New Jerseyju. Zajedno s Harvardom i Yaleom čini tzv. Veliku trojku najuglednijih američkih sveučilišta. Dio je elitne Lige bršljana, a kao četvrto najstarije sveučilšte u Sjedinjenim Državama ubraja se i među Kolonijalne koledže. Od osnivanja 1746. do 1896. godine nosilo je naziv College of New Jersey.
Službene boje sveučilišta su narančasta i crna, a sukladno tome momčad sveučilišta nosi ime Princeton Tigers. Među diplomanima, magistrima i doktorima sveučilišta njih 41 su dobitnici Nobelove nagrade, 21 Fieldsove medalje, petorica Abelove i desetorica Turingove nagrade. Na Princetonu je, između ostalih, studiralo osam američkih državnih tajnika, tri ministra obrane, dva guvernera Američkih federalnih rezervi i američki predsjednici James Madison i Woodrow Wilson.

## Poznati studenti
- James Stewart, američki glumac i vojni dužnosnik;
- Francis Scott Fitzgerald, američki romanopisac i novelist;
- Eugene O'Neill, američki književnik;
- Angus Deaton, američki ekonomist i nobelovac;
- John von Neumann, mađarsko-američki matematičar, fizčar i polimar;
- Peter Singer, australski filozof i bioetičar.

## Vanjske poveznice
- Službene stranice (engl.)